# Hougnée
Hougnée est un hameau de la commune belge de Braives située en Région wallonne dans la province de Liège.
Avant la fusion des communes de 1977, Hougnée faisait partie de la commune de Fumal.

## Situation et description
Hougnée est un petit hameau de Hesbaye situé au nord-ouest du village de Fumal. 
Ce hameau-rue étire sa vingtaine d'habitations le long d'une voie en cul-de-sac.